# Karel Černohorský
Karel Černohorský (Přerov, 1896. szeptember 17. – Brno, 1982. március 23.) morva muzeológus, etnográfus és régész.

## Élete
Az első világháborúban Oroszországban volt legionárius. Visszatérte után Opavában dolgozott a múzeumban. Ez alatt néprajzot és művészettörténetet tanult a Károly Egyetemen. 1935–1938 között a sziléziai múzeum igazgatója volt. Szilézia elcsatolása után a brnói morva múzeumban dolgozott, mint numizmatikus. 1942-ben nyugdíjazták. 1945-ben és 1948–1949-ben a Morva Múzeum igazgatója 1945-1948-ban a Sziléziai Múzeum ellenőre. 1949-ben politikai okokból visszahívták. Ezután a brnói Régészeti Intézetben dolgozott és részt vett a kora középkori feltárásokon.
A néprajzban a népi kerámiával, a régészetben a kora középkorral foglalkozott.

## Művei
- 1941 Moravská lidová keramika. Praha
- 1957 Žernovy v hospodářsko-společenském vývoji časného středověku. Památky archeologické 48, 495-548.